# Cyphostemma chloroleucum
Cyphostemma chloroleucum är en vinväxtart som först beskrevs av Friedrich Welwitsch, och fick sitt nu gällande namn av Descoings. Cyphostemma chloroleucum ingår i släktet Cyphostemma och familjen vinväxter. Inga underarter finns listade i Catalogue of Life.